# Trem Urbano de Juiz de Fora
O Trem Urbano de Juiz de Fora, mais conhecido como Trem Xangai foi administrado em seus últimos anos pela RFFSA, atendia os municípios de Juiz de Fora e Matias Barbosa, possuía  7 estações e 5 paradas, contava com cerca de 36,5 km de extensão e chegou a transportar cerca de 1 400 usuários/dia.

## História
O trem urbano foi criado para atender Juiz de Fora como trem de subúrbios pela Estrada de Ferro Central do Brasil em 1923, através do desmembramento dos serviços suburbanos dos de longo percurso na região.
Foi o um dos únicos sistemas de trens urbanos da época que não passou para a administração da CBTU, que apesar da considerável demanda, seu sistema era deficitário . Nos anos 1990 a Rede Ferroviária Federal (RFFSA) realizou investimentos no trem visando atender a demanda futura de passageiros e cargas da fábrica da Mercedes Benz que encontrava-se em implantação em Juiz de Fora. O Trem Urbano (chamado de "Xangai" pela população) foi reinaugurado pelo presidente Itamar Franco em dezembro de 1994. Além do trem urbano, foi recriado o serviço Expresso da Mantiqueira (realizados por automotrizes Budd). Com o processo de privatização da malha da RFFSA ocorreram as primeiras ameaçadas de desativação do trem. Em setembro 1996 o Tribunal de Contas da União recomendou ao governo federal que mantivesse a operação do trem urbano de Juiz de Fora:
"......apesar de ser deficitário, exerce importância para várias classes da sociedade, pois atende aos moradores ao longo da via que vão para as cidades, aos alunos do Colégio Militar de Juiz de Fora e tem compromisso com a fábrica da Mercedes-Benz, a ser implantada no local, para transportar seus funcionários até o Distrito Industrial. Também está contemplado no Plano de Transportes Urbanos de Juiz de Fora, que utilizará a mesma via para futura instalação do metrô de superfície da cidade.Por essas considerações, o trem Xangai deve ser mantido em circulação, operado pela RFFSA ou por terceiros (convênio com a Prefeitura ou com o Estado), conforme consta do Edital, pois sua retirada de circulação causará impacto social negativo..."— Trecho da Decisão 559/1996, do ministro do TCU Fernando Gonçalves, parte do Processo 022.881/1992-1 do Tribunal de Contas da União
Atrasos na implantação fábrica da Mercedes e a concessão da malha da RFFSA na região para a MRS Logística fizeram com que o trem fosse desativado, contrariando o TCU e sob protestos da população, em 31 de dezembro de 1997.

## Características do Sistema
Este sistema contava em seus últimos anos de operação com um total de 7 estações e 4 paradas e uma extensão total de 36,5 km formado em sua totalidade por vias em superfície. Os veículos deste sistema trafegavam a uma velocidade média de 30 km/h. A bitola da linha é de 1 600 milímetros em via singela e o combustível dos trens era o diesel.

### Tabela do Sistema
| Linha   | Terminais                 | Inauguração      | Comprimento (km) | Estações | Duração das viagens (min) | Funcionamento |
| ------- | ------------------------- | ---------------- | ---------------- | -------- | ------------------------- | ------------- |
| Linha 1 | Mathias Barbosa ↔ Benfica | A partir de 1951 | 36,401           | 13       | 90                        | Desativada.   |

### Estações
| Ponto de embarque      | Tipo    | Inauguração            | Município      |
| ---------------------- | ------- | ---------------------- | -------------- |
| Mathias Barbosa        | Estação | 31 de outubro de 1875  | Matias Barbosa |
| Cedofeita              | Estação | 30 de dezembro de 1875 | Matias Barbosa |
| Mestre Ivo (Km 261)    | Parada  | Década de 1970         | Juiz de Fora   |
| Retiro                 | Estação | 30 de dezembro de 1875 | Juiz de Fora   |
| Juiz de Fora           | Estação | 30 de dezembro de 1875 | Juiz de Fora   |
| Mariano Procópio       | Estação | 20 de novembro de 1876 | Juiz de Fora   |
| Cerâmica               | Parada  | Desconhecido           | Juiz de Fora   |
| Francisco Bernardino   | Estação | 8 de março de 1904     | Juiz de Fora   |
| Barbosa Lage           | Parada  | 15 de novembro de 1926 | Juiz de Fora   |
| Setembrino de Carvalho | Parada  | 15 de junho de 1923    | Juiz de Fora   |
| Colégio Militar        | Parada  | Desconhecido           | Juiz de Fora   |
| Coronel Felício Lima   | Parada  | c.1938                 | Juiz de Fora   |
| Benfica                | Estação | 1 de fevereiro de 1877 | Juiz de Fora   |

### Frota
Os primeiros trens dos subúrbios de Juiz de Fora eram formados por locomotivas à vapor do tipo 2-8-2 “Mikado” e carros de passageiros de madeira, principalmente de segunda classe (mais adequados para o transporte de subúrbios). Os carros de madeira operaram até meados da década de 1970 quando foram substituídos por carros de Aço corten Pidner puxados por locomotivas à diesel de manobras como a RS-1, RS3 e U5B (que substituíram a tração à vapor na década de 1950).
A última alteração de frota se deu nos anos 1970 quando novas locomotivas diesel dos modelos U20C, U23C e SD18/38M e carros de passageiros de aço carbono “Santa Matilde”, construídos entre os anos 1950/1960. Em 1994 os carros Santa Matilde passaram por reforma e receberam janelas maiores (tipo Padron).

### Oferta de transporte
| Ano  | Viagens diárias (ida+volta) |
| ---- | --------------------------- |
| 1924 | 4                           |
| 1950 | 3                           |
| 1957 | 4                           |
| 1993 | 1                           |

## Passageiros transportados
De acordo com o Anuário Estatístico dos Transportes do Geipot e de Relatórios Anuais da Rede Ferroviária Federal, o Trem Urbano de Juiz de Fora transportou:
| Ano  | Quantidade |
| ---- | ---------- |
| 1974 | 56 308     |
| 1975 | 11 479     |
| 1976 | 4 116      |
| 1977 | 116 000    |
| 1978 | 103 000    |
| 1979 | 93 000     |
| 1980 | 158 000    |
| 1981 | 220 000    |
| 1982 | 520 000    |
| 1983 | 435 000    |
| 1984 | 492 000    |
| 1985 | 455 000    |
| 1994 | 163 000    |
| 1995 | 233 000    |
| 1996 | 199 000    |

## Expresso/Trem Xangai
Chamado oficialmente de "trem suburbano" pela Estrada de Ferro Central do Brasil e de "trem urbano" pela Rede Ferroviária Federal, o serviço de transporte acabou apelidado pela população de Juiz de Fora de "Expresso/Trem Xangai" em alusão ao filme O Expresso de Xangai (1932), estrelado por Marlene Dietrich e Clive Brook. No filme o trem transportava trabalhadores de uma indústria bélica, assim como em Juiz de Fora onde operários da Fábrica de Estojos e Espoletas de Artilharia (criada em 1933) viajavam no trem suburbano.

## Imagens por satélite
Estação Juiz de Fora
 Estação Benfica